# برترام كوهن
برترام كوهن (بالإنجليزية: Bertram Cohen)‏ (25 سبتمبر 1892 في الإمبراطورية الرومانية - 30 يونيو 1955 في أستراليا) هو لاعب كريكت أسترالي. لعب مع فريق فكتوريا للكريكت.

## وصلات خارجية
- برترام كوهن على موقع إي آس بي آن كريك إنفو (الإنجليزية)